# 祝耀祖 (明朝)
祝耀祖（1583年—？），字述之、述卿，号秀水，江西临江府清江县人，是一名明朝政治人物。

## 生平
萬曆三十一年（1603年）癸卯科江西乡试举人，三十五年（1607年）丁未科进士，礼部观政，三十六年二月授黟县知县，调昆山县，四十六年授工科给事中，天启三年京察去职。著有《工垣奏稿》。

## 家族
曾祖祝汝益。祖父祝詔。父祝文斗。母张氏。慈侍下。